# Anni Espar
Anna Espar Llaquet, née le 8 janvier 1993 à Barcelone, est une joueuse de water-polo internationale espagnole.

## Carrière
Aux Jeux olympiques de 2012 à Londres, elle est médaillée d'argent avec l'équipe d'Espagne de water-polo féminin.